# TEACCH
TEACCH, afkorting voor Treatment and Education of Autistic and related Communication Handicapped Children, is een interventieprogramma voor de behandeling en begeleiding van personen met autisme of een autismespectrumstoornis.

## Grondlegger
TEACCH werd in 1972 ontwikkeld door Eric Schopler aan de Universiteit van North Carolina te Chapel Hill.

## Toepassingsgebied
TEACCH wordt toegepast voor diagnostiek, behandeling, consultatie, samenlevingswerk, begeleid wonen en begeleid werken, contextbegeleiding en oudertraining.

## Evoluties
De TEACCH-benadering is vertrokken van het behaviorisme, maar is geëvolueerd onder invloed van inzichten in de ontwikkelings- en ecologische psychologie.

## Basisprincipes
Het voornaamste doel van TEACCH is de optimale aanpassing van een persoon, waarbij de begeleider zich richt op de individuele vaardigheden, interesses en behoeften van de persoon met autisme om zijn ontwikkeling te stimuleren en het onaangepast gedrag te reduceren. Hiervoor probeert men de omgeving waarin de methode wordt toegepast optimaal te structureren, en staan visualisering en voorspelbaarheid centraal.
Bij de begeleiding en behandeling worden doelen bepaald op basis van hun nut en functionaliteit voor het leven van de persoon met autisme. Via incidental teaching (een onderdeel van gedragstherapie) optimaliseert men de communicatie. Voor kinderen met taalmoeilijkheden wordt gebarentaal, foto's, tekeningen ... gebruikt. Ook de betrokkenheid van ouders is een van de basisprincipes van TEACCH. Ouders worden soms opgeleid tot co-therapeuten, zodat ze de therapie kunnen overnemen thuis.